# Huang Minming
Huang Minming (chiń. 黄敏明; ur. 29 września 1989) – chińska lekkoatletka specjalizująca się w skoku o tyczce.

## Osiągnięcia
- srebrny medal mistrzostw Azji juniorów (Dżakarta 2008)

## Rekordy życiowe
- skok o tyczce - 4,15 (2009)
- skok o tyczce (hala) – 4,10 (2008)